# Matzah shemurah

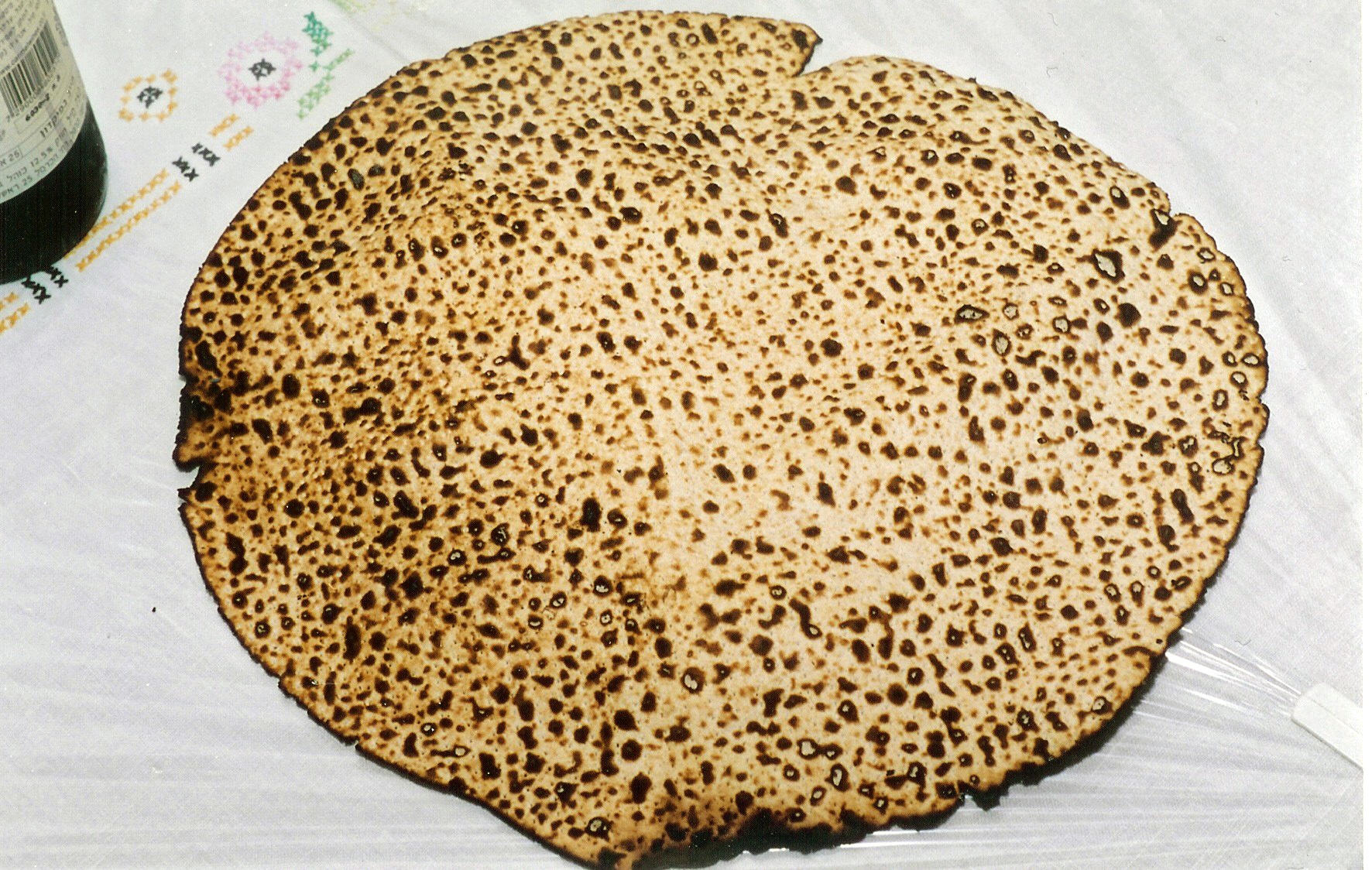
Matzah shemurah

La Shemurah (dalla radice ebraica שמר, "custodire") è un tipo particolare di matzah (cioè di pane azimo, non lievitato), una sfoglia sottile composta da sola farina e acqua e sottoposta a controlli particolari durante le diverse fasi di produzione. Rientra tra i cibi mangiati ritualmente per il Seder pasquale durante la festività ebraica di Pesach, ricordando il pane mangiato degli ebrei nella fuga dall'Egitto. 
Le matzot shemurot vengono consumate durante le prime due sere di Pesach e la farina che viene usata per confezionarle viene sorvegliata fin dal momento della mietitura del grano, affinché non assorba acqua che potrebbe farla fermentare; questo controllo è dunque più rigoroso di quello per le normali matzot, la cui farina viene sorvegliata soltanto fin dal momento della macinatura.